# Thomas Pelham, 2:e earl av Chichester
Thomas Pelham, 2:e earl av Chichester, 3:e baron Pelham av Stanmer, 7:e Baronet, född den 28 april 1756, död den 4 juli 1826, var en brittisk politiker.

## Biografi
Thomas Pelham var son till Thomas Pelham, 1:e earl av Chichester (född 1728, sedan 1801 earl av Chichester, död 1805), som var kusin till Thomas Pelham-Holles, 1:e hertig av Newcastle och Henry Pelham.
Thomas Pelham blev 1780 medlem av underhuset, där han slöt sig till Fox och Rockingham, var april 1782–april 1783 medlem av den senares ministär och därefter sekreterare för Irland i Portlands ministär och från 1795 även under William Pitt den yngre, men drog sig till följd av ohälsa tillbaka 1798, omedelbart före irländska upprorets utbrott.
År 1801 blev han (som baron Pelham) medlem av överhuset, tillhörde 1801–1804 på nytt kabinettet (till juli 1803 som inrikesminister), ärvde 1805 faderns earltitel och var från 1807 generalpostmästare. Han var som politiker moderat och åtnjöt i hög grad Georg III:s förtroende.

## Familj
Thomas Pelham gifte sig i juli 1801 på Lambethpalatset i London med lady Mary Juliana Henrietta Osborne (1776–1862), dotter till Francis Osborne, 5:e hertig av Leeds.
Barn:
- Henry Thomas Pelham, 3:e earl av Chichester (1804–1886)
- Lady Amelia Rose Pelham (1806–1884) , gift med Joshua Webb, generalmajor
- Hon. Frederick Thomas Pelham (1808–1861), amiral
- Lady Catharine Georgiana Pelham (1814–1885) , gift med Reverend Lowther John Barrington